# Alexander Naumann
Alexander Naumann (ur. 17 lutego 1979 w Magdeburgu) – niemiecki szachista, arcymistrz od 2005 roku.

## Kariera szachowa
W latach 90. należał do ścisłej czołówki niemieckich juniorów. W 1992 r. zdobył w Bochum tytuł mistrza kraju w kategorii do 15 lat, a w 1997 w Apoldzie – do 20 lat. Pomiędzy 1991 a 1999 r. ośmiokrotnie reprezentował Niemcy na mistrzostwach świata juniorów w różnych kategoriach wiekowych, osiągając dobre rezultaty, m.in. dz. IV m. (Segedyn 1994 – do 16 lat) oraz trzykrotnie dz. V m. (Mamaia 1991 – do 12 lat, Bratysława 1993 – do 14 lat oraz Erywań 1999 – do 20 lat).
Normy na tytuł arcymistrza wypełnił w Fürth (2001, dz. I m. wspólnie z Ildarem Ibragimowem), Bad Wiessee (2003, dz. IV m. za Fabianem Döttlingiem, Suatem Atalikiem i Stefanem Brombergerem) oraz w rozgrywkach niemieckiej Bundesligi (2003/04). Inne indywidualne sukcesy odniósł m.in. w:
- Dreźnie – dwukrotnie (2001, dz. I m. wspólnie z m.in. Jensem-Uwe Maiwaldem, Janem Gustafssonem, Davidem Baramidze i Wolfgangiem Uhlmannem oraz 2002, dz. II m. za Aleksandrem Grafem, wspólnie z m.in. Alonso Zapatą, Robertem Rabiegą, Mladenem Palacem, Robertem Zelciciem i Gyula Saxem),
- Rostocku (2002, dz. I m. wspólnie z Davidem Baramidze),
- Kilonii (2005, III m. za Davidem Baramidze i Zigurdsem Lanką),
- Böblingen (2007, dz. II m. za Anthony Wirigiem, wspólnie z m.in. Eckhardem Schmittdielem i Thomasem Lutherem),
- Bad Wiessee (2008, dz. II m. za Romainem Édouardem, wspólnie z m.in. Wasilijem Jemielinem, Pawłem Jaraczem, Henrikiem Teske, Władimirem Burmakinem i Weresławem Eingornem).

W 2008 r. wystąpił w trzeciej reprezentacji Niemiec na szachowej olimpiadzie w Dreźnie.
Najwyższy ranking w dotychczasowej karierze osiągnął 1 maja 2017 r., z wynikiem 2569 punktów.